# Eugenia seithurensis
Eugenia seithurensis là một loài thực vật có hoa trong Họ Đào kim nương. Loài này được Gopalan & S.R.Sriniv. mô tả khoa học đầu tiên năm 2003.